# 1610년대
1610년대는 1610년부터 1619년까지를 가리킨다.